# 小行星16127
小行星16127（16127 Farzan-Kashani）是一颗绕太阳运转的小行星，为主小行星带小行星。该小行星于1999年12月7日发现。

## 轨道参数
小行星16127的轨道半长轴为2.2575421 UA，离心率为0.091。